# Döbelts Mühle

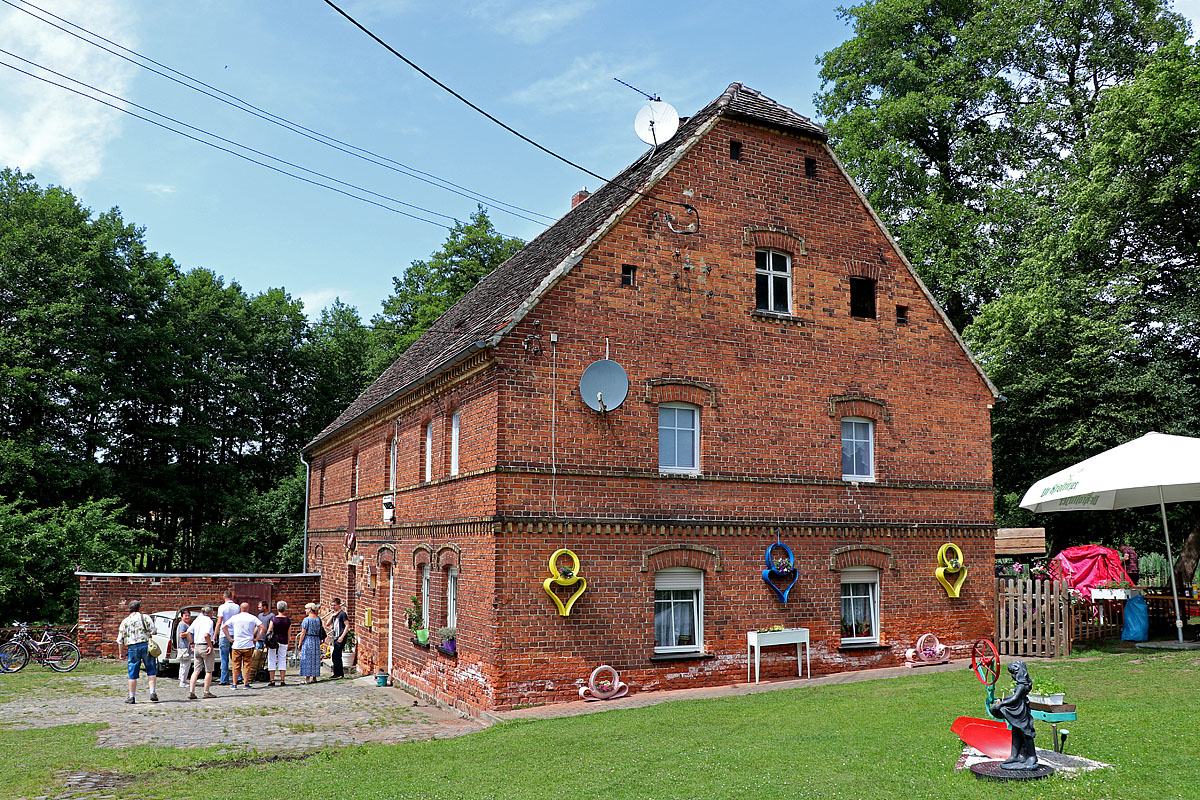
Döbelts Mühle (2019)

Döbelts Mühle ist eine 1859 erbaute Sägemühle im Ortsteil Tornau, Gräfenhainichen (Sachsen-Anhalt).

## Geschichte
Die Mühle besteht seit 1859 und liegt am Hammerbach und einem Teich in Tornau. Das Mühlenwohnhaus wurde 1879 errichtet. Seit 1996, als mit Alfred Döbelt der letzte Tornauer Müller starb, ist die Mühle nicht mehr in Betrieb. Nach dessen Tod zog sein Enkel Hanjo Aleit auf das Grundstück und restauriert die Mühle Stück für Stück ohne finanzielle Förderungen, um damit verbundene Auflagen zu umgehen. Die komplette Technik ist weitgehend erhalten. Das Erdgeschoss wurde 2015 wieder begehbar gemacht, danach folgten der Boden und der Keller. Das Mühlenrad und das Sägewerk sollen auch restauriert werden. Seit 2014 öffnete er die Mühle jährlich am Pfingstmontag anlässlich des Deutschen Mühlentages für Besucher. Zuvor stand auf dem Gelände bereits ein Papiermühle, die sogenannte Obermühle, die von 1751 bis 1863 arbeitete. Die Besitzer waren 1751 Johannn Gottfried Nicolai, 1755 Johann Michael Schlütter, 1758 Carl Gottlob Münch, 1765 Johann Gottfried Schwitzing, 1816 Christian Ehrenfried Schwitzing, 1847 Hugo Franz Streubel (Kaufmann), 1858 Christian Traugott Döbelt.